# Melanotrichus whiteheadi
Melanotrichus whiteheadi är en insektsart som beskrevs av Henry 1991. Melanotrichus whiteheadi ingår i släktet Melanotrichus och familjen ängsskinnbaggar. Inga underarter finns listade i Catalogue of Life.